# Waltraud Guglielmi
Waltraud Guglielmi (geborene Strobel; * 23. Dezember 1938 in Stuttgart; † 14. Januar 2018) war eine deutsche Ägyptologin.

## Leben
Waltraud Guglielmi studierte von 1962 bis 1970 bei Hellmut Brunner in Tübingen und schloss 1970 mit der Promotion ab. Im selben Jahr wurde sie Assistentin in Tübingen, wo sie 1978 auch habilitiert wurde. 1991 wurde sie außerordentliche Professorin Professorin an der Eberhard Karls Universität Tübingen. Zudem übernahm sie Vertretungen in Hamburg, Berlin, Trier, Tübingen, Wien und Marburg.

## Schriften (Auswahl)
- Reden, Rufe und Lieder auf altägyptischen Darstellungen der Landwirtschaft, Viehzucht, des Fisch- und Vogelfangs vom Mittleren Reich bis zur Spätzeit (= Tübinger ägyptologische Beiträge. Band 1). Habelt, Bonn 1973, OCLC 491135500 (zugleich Dissertation, Tübingen 1970).
- Die Göttin Mr.T. Entstehung und Verehrung einer Personifikation (= Probleme der Ägyptologie. Band 7). Brill, Leiden/New York/København/Köln 1991, ISBN 90-04-08814-8 (zugleich Habilitationsschrift, Tübingen 1978).